# 제프리 포드

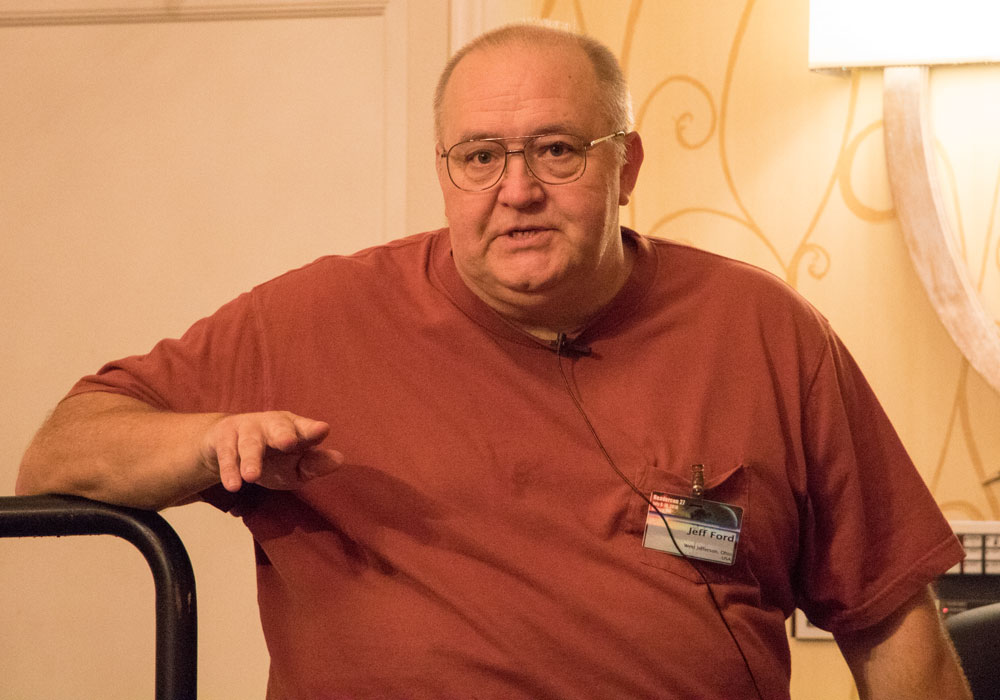

제프리 포드(Jeffrey Ford, 1955년 11월 8일 ~ )는 미국의 환상문학 작가이다. 판타지, SF (장르), 미스터리를 포함한 다른 장르의 작품도 참여했으며, 상상력, 유머 등이 특징이다. 빙엄턴 대학교에서 소설가 존 가드너와 공부했다.